# Ragnar Bengtsson
Nils Ragnar Bengtsson, född 6 maj 1910 i Göinge, Kristianstads län, död 24 oktober 1961, var en svensk författare. 

## Biografi
Efter studentexamen 1927 utbildade sig Bengtsson till apotekare och praktiserade 1936–1944 i Malmö. År 1944 flyttade han till Stockholm. Från 1946 var han verksam som litteraturkritiker i Expressen.
Bengtsson debuterade som poet 1946 med diktsamlingen Till en glömd juni. Han kom att skriva ytterligare två diktsamlingar, Förvandlingar (1948) och den postumt utgivna Drömbilder (1961). Enligt Jonas Ellerström karaktäriseras hans lyrik av formmedvetenhet och en reserverad skönhet. Dikternas form följer ofta musikaliskt inspirerade kompositionsprinciper, och gestaltar ofta antika och mystiska motiv.
Bengtsson är gravsatt på Skogskyrkogården i Stockholm.

## Priser och utmärkelser
- 1948 – Svenska Dagbladets litteraturpris (delat med Stina Aronson, Åke Holmberg, Vilgot Sjöman och Bengt V. Wall)
- 1952 – Boklotteriets stipendiat